# نیشی‌جیما هیده‌توشی
نیشی‌جیما هیده‌توشی (به ژاپنی: 西島 秀俊، Hidetoshi Nishijima) (زادهٔ ۲۹ مارس ۱۹۷۱) بازیگر اهل ژاپن است. از فیلم‌هایی که وی در آن نقش داشته‌است، می‌توان انیمه باد برمی‌خیزد (۲۰۱۳) و ماشینم را بران (۲۰۲۱) را نام برد.
وی در سال ۲۰۰۸ میلادی برندهٔ جایزهٔ بهترین بازیگر نقش مکمل مرد جشنواره فیلم یوکوهاما شد.